# هوغو رودريغيز
هوغو رودريغيز (بالإسبانية: Hugo Rodríguez)‏ (مواليد 14 مارس 1959) هو لاعب كرة قدم. يلعب مع منتخب المكسيك لكرة القدم. سبق له أن لعب في كأس العالم لكرة القدم مع منتخب بلاده.

## روابط خارجية
- هوغو رودريغيز على موقع الاتحاد الدولي (مؤرشف)  (الإنجليزية)
- هوغو رودريغيز على موقع ناشيونال فوتبول تيمز (الإنجليزية)